# Геррейру, Катя
Ка́тя Герре́йру (порт. Katia Guerreiro; род. 23 февраля 1976, Фандербейлпак, ЮАР) — португальская певица, исполнительница фаду.

## Биография
Родители — португальцы. Ребёнком перебралась вместе с семьей на Азорские острова. Играла на местной разновидности гитары в фольклорном ансамбле. В 1994 году приехала в Лиссабон, окончила Лиссабонский университет, где создала студенческую музыкальную группу, параллельно выступала как вокалистка в группе «Os Charruas». Получила профессию врача-офтальмолога. Её карьера исполнительницы фаду началась в 2000 году с успешного выступления в столичном Колизее на вечере памяти Амалии Родригиш. К своим мероприятиям её стал привлекать Жуан Брага. В 2001 записала первый диск, ставший в Португалии Серебряным. С успехом концертировала в различных странах мира, включая Россию.

## Творчество
Наряду с текстами фадистов, использует стихи португальских и бразильских поэтов XX века — Фернандо Пессоа, Флорбелы Эшпанки, Софии де Мелло Брейнер, Антониу Жедеана, Винисиуша де Морайша, Антониу Лобу Антунеша.

## Диски
- Fado Maior (2001)
- Nas Mãos do Fado (2003)
- Tudo ou Nada (2005)
- Fado (2008)
- Os Fados Do Fado (2009)
- 10 Anos — Nas Asas Do Fado (2010)
- Património (2 Disc, 2012)